# Belgium Rugby
Belgium Rugby (RB), bis 2019 als Fédération Belge de Rugby (französisch, FBRB; deutsch Belgischer Rugby-Verband, BRV; niederländisch Belgische Rugby Bond, BRB) bekannt, ist der nationale Sportverband für Rugby Union und Siebener-Rugby in Belgien. Der im Jahr 1931 gegründete Verband hat seinen Sitz beim Nelson-Mandela-Stadion in Brüssel. Seit 1998 vertritt er Belgien beim Weltverband World Rugby und seit 1934 beim Kontinentalverband Rugby Europe.

## Aufgabe
Belgium Rugby stellt die Belgien vertretenden Nationalmannschaften, einschließlich der für die Männer, Frauen und Jugend, zusammen. Daneben organisiert der Verband das Kinder- und Jugend-Rugby in Belgien. Kinder und Jugendliche werden bereits in der Schule an den Rugbysport herangeführt und je nach Interesse und Talent beginnt dann die Ausbildung. Wie andere Rugbynationen verfügt Belgien über eine U-20-Nationalmannschaft, die an den entsprechenden Europa- und Weltmeisterschaften teilnimmt. Ebenso ist Belgium Rugby verantwortlich für die belgische Siebener-Rugby-Nationalmannschaft und da Siebener-Rugby eine olympische Sportart ist, arbeitet sie hier mit dem belgischen Olympischen und Interföderalen Komitee zusammen.
Der Verband organisiert auch den nationalen Spielbetrieb. Die höchste Rugby-Union-Liga des Landes ist die 1937 gegründete Erste Division mit acht Mannschaften, in der um die Belgische Rugby-Meisterschaft gespielt wird. Ein Großteil der für die Nationalmannschaft antretenden Spieler speist sich aus dieser Liga, weitere Spieler sind vor allem in Frankreich tätig. In Belgien tätige Nationalspieler gehören meist der professionellen Mannschaft Brussels Devils an, die seit 2021 am Rugby Europe Super Cup teilnimmt.

## Geschichte
Belgium Rugby wurde 1931 als Fédération Belge de Rugby gegründet und 1998 Vollmitglied des International Rugby Board (IRB; heute World Rugby). Sie war außerdem im Jahr 1934 Gründungsmitglied des Kontinentalverbandes Fédération Internationale de Rugby Amateur (FIRA; heute Rugby Europe). 2019 erfolgte die Umbenennung in Belgium Rugby.

## Logo
Das Logo von Belgium Rugby zeigt einen schreitenden Löwen, dem Wappentier Belgiens, vor Malstangen und einem Rugbyball in den Nationalfarben gelb, rot und schwarz mit der Abkürzung F.B.R.B. darüber.